# Batuana abbahoyegarana
Batuana abbahoyegarana là một loài bướm đêm trong họ Noctuidae.